# Adel Taarabt
Adel Taarabt (en árabe: عادل تاعرابت; Fez, 24 de mayo de 1989) es un futbolista internacional marroquí que juega de centrocampista para el Sharjah F. C. de la UAE Pro League.

## Trayectoria

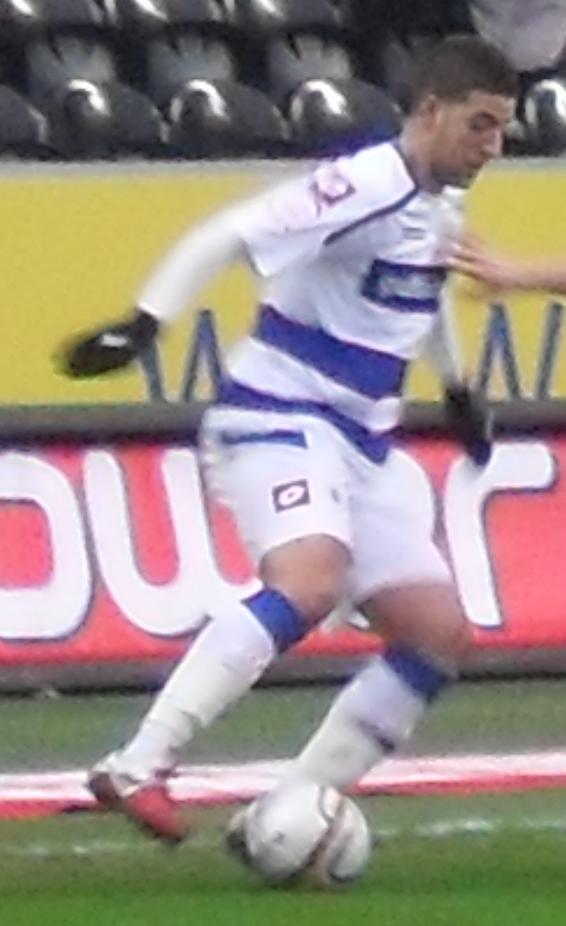
Taarabt en un partido con el Queens Park Rangers

De origen marroquí, Adel nació Fez. Fue integrado en el centro de formación de R. C. Lens a los 12 años, con el que debutó en la Ligue 1 en el partido Sochaux-RC Lens (en el minuto 88) el 17 de septiembre de 2006.
En la temporada 2006-07 fue cedido al club inglés, Tottenham Hotspur, procedente del Lens francés y, aunque apenas disputó unos minutos en toda la temporada, gustó tanto que decidieron hacerse definitivamente con los servicios del jugador por 4 millones de euros. Tras aguantar una temporada en blanco bajo el mando de Juande Ramos, en marzo de 2009 fue cedido a los Queens Park Rangers, donde ha tenido la oportunidad de jugar 11 partidos en media temporada. A final de la temporada 2008-09 fue pretendido por varios clubes de Europa, entre ellos el Málaga C. F., pero el Tottenham Hotspur no quiso venderlo.
En la temporada 2010-11 fue fichado por el Queens Park Rangers del Tottenham Hotspur por una cifra cercana a un millón de libras, firmando un contrato por tres temporadas. Ese mismo año fue clave en el ascenso del QPR a la Premier League, siendo nombrado 'jugador del año' de la Championship.
Al final de su primera temporada en la Premier League, extendió su contrato por tres años más con el QPR a principios de julio de 2012.
Tras el descenso del QPR en 2013, fichó por el Fulham F. C. de la Premier League en calidad de préstamo por un año.
El 30 de enero de 2014 firmó un contrato con el A. C. Milan a préstamo por un año, siendo un jugador destacado entre toda la plantilla de dicho equipo por los altibajos que presentaba el club rossonero.
Marcó su primer gol con el A. C. Milan el 8 de febrero de 2014 contra el Napoli, partido en el que perdió el A. C. Milan por 1 a 3.

## Selección nacional
Taarabt ha sido internacional en las categorías inferiores de la selección de fútbol de Francia pero en febrero del 2009 decidió decantarse por la selección de fútbol de Marruecos rechazando así la selección francesa.
El 11 de febrero de 2009 hizo su debut con la selección marroquí en un amistoso contra la República Checa en Casablanca.

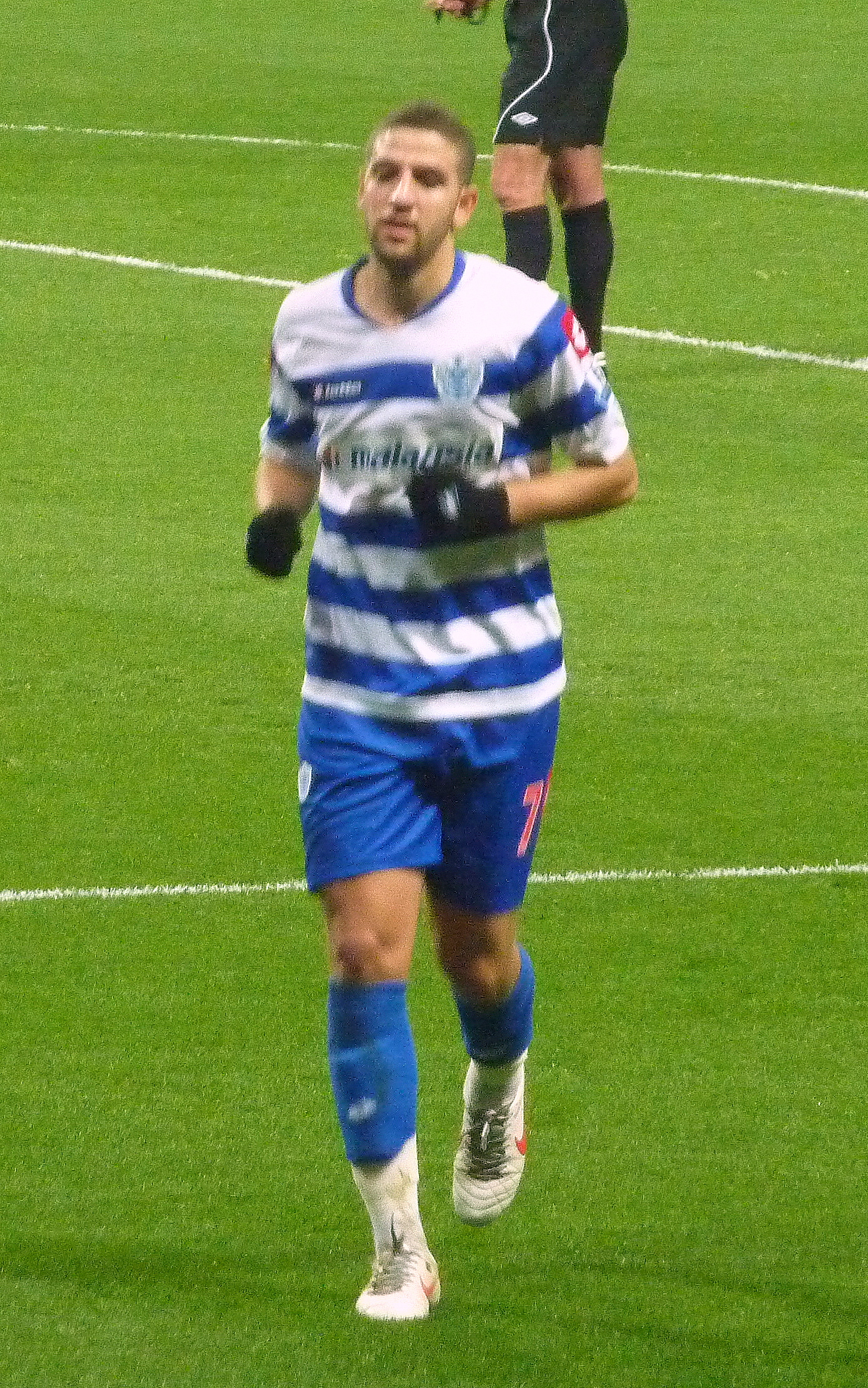
Taarabt en la Premier League

El 31 de marzo del mismo año marcó su primer gol con la selección desde cerca del medio del campo y dio una asistencia en el segundo gol en un amistoso frente a Angola.
El 6 de septiembre de 2009 marcó su primer gol oficial en partido de clasificación para la Copa Mundial de Fútbol contra la selección de Togo, después de driblar a toda la defensa en el último minuto.
En enero de 2013 fue excluido de la lista de convocados para la CAN 2013 por insultar vía sms al seleccionador marroquí Rachid Taoussi. Después de este incidente la Federación de Marruecos le envió un comunicado a Taarabt diciéndole que podía volver a ser seleccionado siempre y cuando pidiera perdón al seleccionador y a la Federación.
Adel Taarabt volvió con la selección Marroquí en el amistoso contra Sudáfrica ( 1-1), dando la asistencia de gol. Más tarde, tras la destituicion de Rachid Taoussi, Hassan Benabicha lo convocó para el partido contra Gabón ( 1-1)

### Participaciones en Copas Africanas de Naciones
| Torneo                         | Sede                      | Resultado    |
| ------------------------------ | ------------------------- | ------------ |
| Copa Africana de Naciones 2012 | Gabón y Guinea Ecuatorial | Primera fase |

## Estadísticas

### Clubes
Actualizado al último partido disputado el 13 de mayo de 2022.
| Club                                 | Div.          | Temporada     | Liga  | Liga  | Copas nacionales | Copas nacionales | Copas internacionales | Copas internacionales | Total | Total |
| Club                                 | Div.          | Temporada     | Part. | Goles | Part.            | Goles            | Part.                 | Goles                 | Part. | Goles |
| ------------------------------------ | ------------- | ------------- | ----- | ----- | ---------------- | ---------------- | --------------------- | --------------------- | ----- | ----- |
| R. C. Lens Francia                   | 1.ª           | 2006-07       | 1     | 0     | 1                | 0                | ―                     | ―                     | 2     | 0     |
| R. C. Lens Francia                   | Total club    | Total club    | 1     | 0     | 1                | 0                | 0                     | 0                     | 2     | 0     |
| Tottenham Hotspur F. C. Inglaterra   | 1.ª           | 2006-07       | 2     | 0     | 0                | 0                | ―                     | ―                     | 2     | 0     |
| Tottenham Hotspur F. C. Inglaterra   | 1.ª           | 2007-08       | 6     | 0     | 1                | 0                | 3                     | 0                     | 10    | 0     |
| Tottenham Hotspur F. C. Inglaterra   | 1.ª           | 2008-09       | 1     | 0     | 2                | 0                | ―                     | ―                     | 3     | 0     |
| Tottenham Hotspur F. C. Inglaterra   | Total club    | Total club    | 9     | 0     | 3                | 0                | 3                     | 0                     | 15    | 0     |
| Queens Park Rangers F. C. Inglaterra | 2.ª           | 2008-09       | 7     | 1     | 0                | 0                | ―                     | ―                     | 7     | 1     |
| Queens Park Rangers F. C. Inglaterra | 2.ª           | 2009-10       | 41    | 7     | 3                | 0                | ―                     | ―                     | 44    | 7     |
| Queens Park Rangers F. C. Inglaterra | 2.ª           | 2010-11       | 44    | 19    | 0                | 0                | ―                     | ―                     | 44    | 19    |
| Queens Park Rangers F. C. Inglaterra | 1.ª           | 2011-12       | 27    | 2     | 1                | 0                | ―                     | ―                     | 28    | 2     |
| Queens Park Rangers F. C. Inglaterra | 1.ª           | 2012-13       | 31    | 5     | 2                | 0                | ―                     | ―                     | 33    | 5     |
| Fulham F. C. Inglaterra              | 1.ª           | 2013-14       | 12    | 0     | 4                | 1                | ―                     | ―                     | 16    | 1     |
| Fulham F. C. Inglaterra              | Total club    | Total club    | 12    | 0     | 4                | 1                | 0                     | 0                     | 16    | 1     |
| A. C. Milan · Italia                 | 1.ª           | 2013-14       | 14    | 4     | 0                | 0                | 2                     | 0                     | 16    | 4     |
| A. C. Milan · Italia                 | Total club    | Total club    | 14    | 4     | 0                | 0                | 2                     | 0                     | 16    | 4     |
| Queens Park Rangers F. C. Inglaterra | 1.ª           | 2014-15       | 7     | 0     | 1                | 0                | ―                     | ―                     | 8     | 0     |
| Queens Park Rangers F. C. Inglaterra | Total club    | Total club    | 157   | 34    | 7                | 0                | 0                     | 0                     | 164   | 34    |
| S. L. Benfica "B" Portugal           | 2.ª           | 2015-16       | 7     | 1     | ―                | ―                | ―                     | ―                     | 7     | 1     |
| Genoa C. F. C. · Italia              | 1.ª           | 2016-17       | 6     | 0     | 0                | 0                | ―                     | ―                     | 6     | 0     |
| Genoa C. F. C. · Italia              | 1.ª           | 2017-18       | 22    | 2     | 1                | 0                | ―                     | ―                     | 23    | 2     |
| Genoa C. F. C. · Italia              | Total club    | Total club    | 28    | 2     | 1                | 0                | 0                     | 0                     | 29    | 2     |
| S. L. Benfica "B" Portugal           | 2.ª           | 2018-19       | 3     | 0     | —                | —                | —                     | —                     | 3     | 0     |
| S. L. Benfica "B" Portugal           | Total club    | Total club    | 10    | 1     | 0                | 0                | 0                     | 0                     | 10    | 1     |
| S. L. Benfica Portugal               | 1.ª           | 2018-19       | 6     | 0     | 1                | 0                | 0                     | 0                     | 7     | 0     |
| S. L. Benfica Portugal               | 1.ª           | 2019-20       | 24    | 1     | 8                | 0                | 6                     | 0                     | 38    | 1     |
| S. L. Benfica Portugal               | 1.ª           | 2020-21       | 26    | 0     | 9                | 0                | 7                     | 0                     | 42    | 0     |
| S. L. Benfica Portugal               | 1.ª           | 2021-22       | 23    | 1     | 6                | 0                | 13                    | 0                     | 42    | 1     |
| S. L. Benfica Portugal               | Total club    | Total club    | 79    | 2     | 24               | 0                | 26                    | 0                     | 129   | 2     |
| Total carrera                        | Total carrera | Total carrera | 310   | 43    | 40               | 1                | 31                    | 0                     | 381   | 44    |

## Palmarés

### Campeonatos nacionales
| Título                       | Club                      | País       | Año  |
| ---------------------------- | ------------------------- | ---------- | ---- |
| Football League Championship | Queens Park Rangers F. C. | Inglaterra | 2011 |
| Primeira Liga                | S. L. Benfica             | Portugal   | 2019 |
| Supercopa de Portugal        | S. L. Benfica             | Portugal   | 2019 |

### Campeonatos internacionales
| Título                        | Club          | Sede    | Año  |
| ----------------------------- | ------------- | ------- | ---- |
| Liga de Campeones 2 de la AFC | Sharjah F. C. | Kallang | 2025 |

### Distinciones individuales
| Distincíon            | Año       |
| --------------------- | --------- |
| Mejor jugador del año | 2010-2011 |